# St Mewan
St Mewan – wieś w Anglii, w Kornwalii. Leży 57 km na północny wschód od miasta Penzance i 354 km na zachód od Londynu. W 2001 miejscowość liczyła 3071 mieszkańców.